# Отман Маамма
Отман Маамма (фр. Othmane Maamma; нар. 6 жовтня 2005, Арль, Франція) — марокканський футболіст, нападник французького клубу «Монпельє».

## Ігрова кар'єра

### Клубна
Отман Маамма є вихованцем молодіжної академії «Монпельє». 12 травня 2024 року у матчі чемпіонату Франції проти «Монако» Маамма дебютував на професійному рівні. Паралельно з цим він продовжив грати за дублюючий склад команди.
19 травня того року нападник вийшов на гру проти «Ланса» в стартовому складі і відзначився забитим голом. У віці 18 років і 226 днів Отман став третім наймолодшим бомбардиром в історії «Монпельє».

### Збірна
В березні 2024 року Отман Маамма дебютував у складі молодіжної збірної Марокко.